# Terry Funk
Pour les articles homonymes, voir Funk (homonymie).
Terrance « Terry » Funk (né le 30 juin 1944 à Hammond (Indiana) et mort le 23 août 2023 à Amarillo (Texas)) est un lutteur professionnel américain.
Fils du catcheur Dory Funk, Sr. (en) et frère de Dory, Jr., il devient catcheur après avoir été membre de l'équipe de football américain de l'université de l'Ouest du Texas A&M (en).

## Biographie

### Jeunesse
Terry Funk est le fils du catcheur et promoteur Dory Funk, Sr. (en) et il a un frère Dory, Jr.. Il grandit au Texas à Amarillo et étudie au lycée de Canyon. Après l'obtention de son diplôme de fin d'études secondaire, il entre à l'université de l'Ouest du Texas A&M (en) où il fait partie de l'équipe de lutte et de football américain,.

### Carrière de catcheur

#### Années 1965-1979

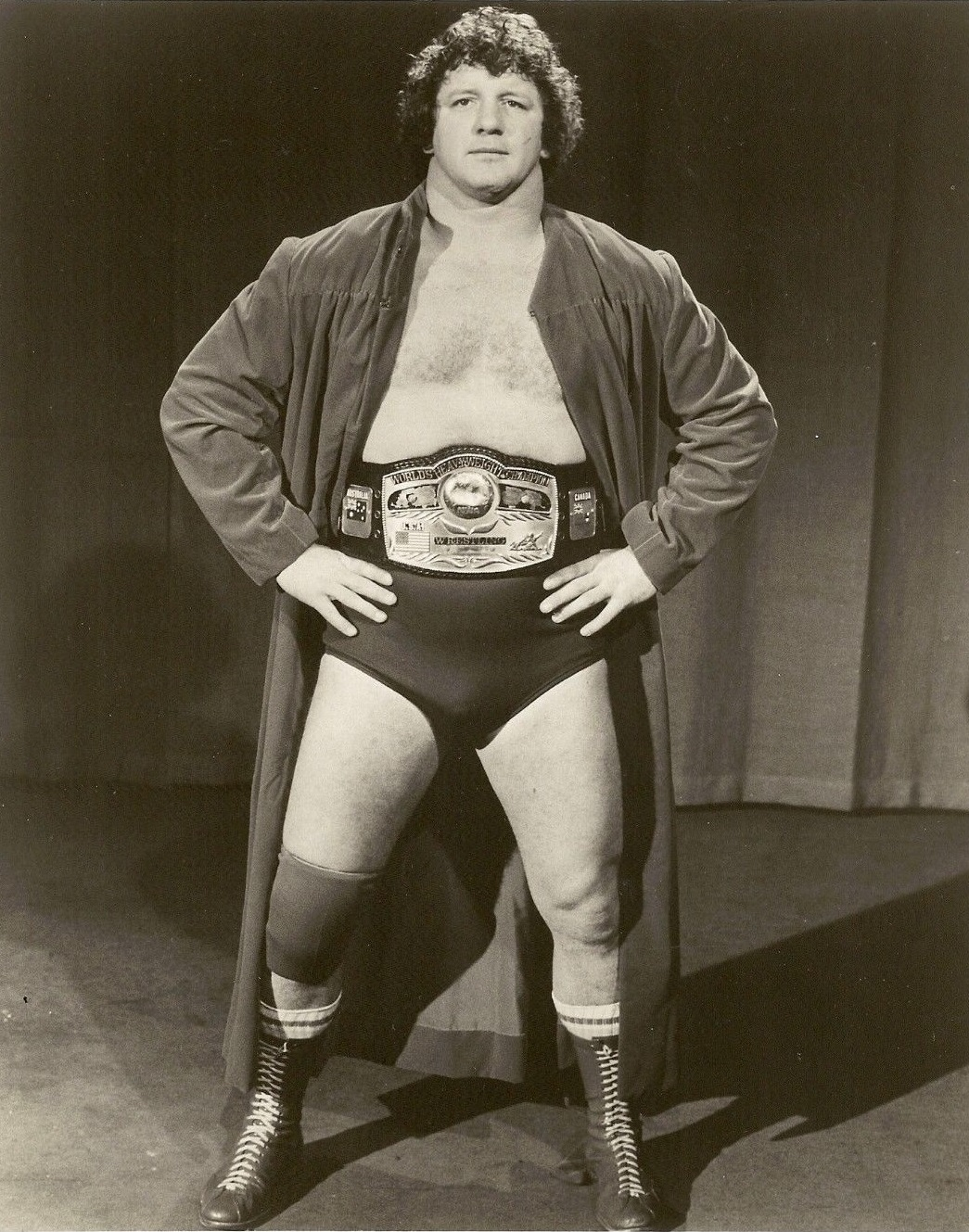
Terry Funk en tant que champion poids lourd de la NWA en 1976.

Terry Funk lance sa carrière en 1965, dans la fédération de son père Dory Funk (sr) à Amarillo au Texas. Avec son frère, Dory Funk Jr., il devient un bon catcheur à la fin de la décennie. Dans sa dixième année en tant que pro, Terry bat Jack Brisco pour le NWA World Heavyweight Championship, alors un championnat prestigieux, débutant ainsi un règne de quatorze mois qui prend fin à Toronto où il était battu par « Handsome » Harley Race qui remporte le titre pour la deuxième fois. Terry Funk fait une pause quelque temps après son règne, puis, son frère et lui voyagent à travers le pays (surtout au Texas, en Floride, et à Détroit). Terry et Dory, Jr. se font aussi un nom au Japon, où ils sont parmi les étrangers les plus populaires de l'histoire du catch nippon, les Funk sont les premiers gaijin à être considérés comme faces dans ce pays. À la fin des années 1970, Funk participe au tout premier match dans lequel les cordes sont remplacées par du Fil de fer barbelé, où il affronte Dusty Rhodes, pré-datant la mode du catch hardcore. Pro Wrestling Illustrated qualifie ce match de « horrifying barbed-wire fence match ».

#### Années 1980
Terry Funk fait ses débuts à la World Wreslting Federation en 1985. Lors de sa première apparition télévisée, lors de Championship Wrestling, il bat non seulement Aldo Marino, mais également agresse Mel Phillips, qui est aussi à cette époque, l'un des annonceurs de la WWF. Funk a une gimmick de cow-boy qui amène avec lui un fer, qu'il laisse au bord du ring pour l'utiliser ensuite et « marquer » le vaincu.
Au milieu des années 1980, Terry Funk fait équipe avec Dory (se faisant appeler « Hoss » Funk) et Jimmy Jack Funk (Jesse Barr) dans une storyline de « frères ». Ils sont managés par Jimmy Hart. Dans le même temps, Terry est en rivalité avec Junkyard Dog. Il bat Hulk Hogan à Denver et le marque au fer rouge. Hogan, aidé de Junkyard Dog qui empêche les interventions de Jimmy Hart, prend sa revanche quelques jours plus tard dans un combat pour le titre de champion du monde poids lourds.
En 1989, Terry Funk rejoint la l'équipe J-Tex Corporation. Il commence une rivalité avec Ric Flair, après que ce dernier a battu Ricky Steamboat à Wrestle War pour le NWA World Heavyweight Championship. Funk, qui est l'un des trois arbitre du main-event, défie Flair dans un match pour le titre. Flair refuse, disant que Funk « passe son temps à Hollywood » au lieu de se focaliser sur sa carrière dans le catch. Funk l'attaque, portant un Piledriver à Flair sur une table aux abords du ring. Durant cette feud, Funk utilise, à un moment, un sachet en plastique de supermarché pour étouffer Flair, et ce, à la télévision. Pour des raisons de dangerosité et pour éviter que les enfants ne fassent de même, l'instant n'a jamais été rediffusé.

#### Années 1990
Le style de catch de Terry Funk évolue dans les années 1990. Il change de celui très classique et « sudiste » à un style plus brutal basé sur le catch hardcore. Il commence à attirer une nouvelle base de fans qui aimaient son nouveau style.
En 1994, Terry Funk aide la Eastern Championship Wrestling (plus tard renommée Extreme Championship Wrestling) en amenant son talent et sa notoriété à la fédération, qui venait de se séparer de la National Wrestling Alliance. Le 14 juillet, Terry et Dory Funk perdent un Barbed wire match contre The Public Enemy. Terry a eu son visage enveloppé dans le barbelé et l'équipe de l'événement a dû le couper de peur que Funk ne se tranche la carotide. Il est un catcheur régulier de la ECW tout en continuant de se produire au Japon. Ses feuds les plus notables le font affronter Cactus Jack, « The Franchise » Shane Douglas, The Sandman, Sabu, et son protégé, Tommy Dreamer.
Le 20 août 1995, la International Wrestling Association organise un tournoi King of the Death Match (Kawasaki Dream) à Kawasaki au Japon. Dans ce tournoi, Funk fait un marathon de trois matchs extrêmes différents comprenant des échelles, punaises et barbelé. Dans le dernier match du tournoi, il perd contre Mick Foley (en tant que Cactus Jack), dans un ring explosible et entouré de barbelé.
Terry Funk aide à la mise en avant de la ECW en étant à l'affiche de leur tout premier Pay-per-view, Barely Legal, le 13 avril 1997, remportant le ECW World Heavyweight Championship de Raven. Il est plus tard battu par Sabu dans un barbed wire match] à ECW Born To Be Wired, dans lequel les cordes du ring sont enlevées et remplacées par du barbelé. En septembre, un show est organisé à Amarillo, la ville de Funk. Il est appelé « 50 Years of Funk » et se veut comme une célébration des carrières de Terry, son père et son frère. Terry perd contre le Champion poids lourds de la WWF d'alors, Bret Hart, dans le main-event. Cependant, avant le match, le propriétaire de la ECW, Paul Heyman, offre une ceinture commémorative à Terry, de la part par les catcheurs de la ECW, qui le déclarent champion ECW à vie.

#### World Wrestling Federation (1998)
La retraite de Terry Funk ne dure que trois mois avant qu'il ne fasse son retour sur le circuit indépendant. Peu de temps après, il est signé par la WWF et débute sous le nom de « Chainsaw Charlie ». Il remporte le World Tag Team Championship avec Mick Foley à WrestleMania XIV, quand ils battent les New Age Outlaws dans un Dumpster Match. La décision est cependant renversée, la nuit suivante, à RAW, à cause d'une clause technique : le mauvais conteneur a été utilisé pendant le match.

#### Retour à la ECW et départ à laWorld Championship Wrestling(1998-2000)
Lors du ECW November to Remember de 1998, des rumeurs annoncent Terry Funk en tant que partenaire mystère de Tommy Dreamer contre Justin Credible et Jack Victory. Néanmoins, il s'agit de Jake Roberts. De la fin de 1998 au début de 1999, Terry Funk, enragé, attaque Dreamer chaque fois qu'il en a l'occasion. Cependant, Funk tombe malade avant qu'ils puissent avoir un match et « prend sa retraite » au milieu de l'année.
En 1999 et en 2000, Funk catche pour la World Championship Wrestling et remporte le WCW Hardcore Championship trois fois (ce qui en fait le détenteur le plus titré de la WCW) et le WCW United States Heavyweight Championship pour la seconde fois. Il est aussi le commissionnaire de la fédération pour un moment et le meneur de la brève Old Age Outlaws qui feude avec la nWo.

#### 2002-2005
De 2002 à 2004, Terry Funk est l'une des stars de la maintenant défunte Major League Wrestling basée à New York et en Floride. Funk est en conflit avec Extreme Horsemen (Steve Corino, C. W. Anderson, et Simon Diamond) incluant des matchs à stipulations extrêmes comme des Barbed Wire matchs. Lors du dernier show de la MLW, Funk est attaqué par son ancien manager Gary Hart et son syndicat.
En 2005, Funk se voit offrir un contrat par la World Wrestling Entertainment pour apparaître dans le show de réunion de la ECW, One Night Stand, mais il décline l'offre en faveur d'un autre show hommage, Hardcore Homecoming, dont il s'occupe avec Shane Douglas. Ce soir-là, Funk perd un 3-way barbed wire match contre Sabu.
Dans le documentaire Forever Hardcore, Funk explique qu'il ne pouvait pas travailler sur deux shows si proches l'un de l'autre et qu'il préférait catcher pour des personnes qui s'intéressent vraiment à la ECW, plutôt que d'autres comme Vince McMahon.

#### World Wrestling Entertainment(2006-2009)
Terry Funk luttait à ECW One Night Stand 2006 le 11 juin 2006. Pour promouvoir l'évènement, Terry apparaissait le 15 mai 2006 lors d'une édition de WWE RAW, sa première apparition dans un programme de la WWE depuis 1998. Il confrontait Mick Foley à la suite de son attaque sur Tommy Dreamer la semaine précédente. Les deux se battaient après que Funk a dit à Foley « WWE sucks ». Il était confirmé le 22 mai à RAW que Funk et Tommy Dreamer affronteraient Mick Foley & Edge (avec Lita) au PPV de la ECW. Funk était présent au show WWE vs. ECW Head to Head le 7 juin dans le coin de Tommy Dreamer.
À ECW One Night Stand, Funk, Tommy Dreamer et Beulah étaient battus par l'équipe de Edge, Mick Foley et Lita. Dans le match, Funk a reçu un coup de plaque en barbelés, et fut ramené aux vestiaires à la suite d'une blessure à l'œil. Mais il est revenu plus tard dans le match avant de se faire à nouveau projeter sur une planche en bois avec des barbelés, ce qui le mit K.O. avec Mick Foley. Edge mit K.O. Beulah en lui portant son spear, et remporta le match.

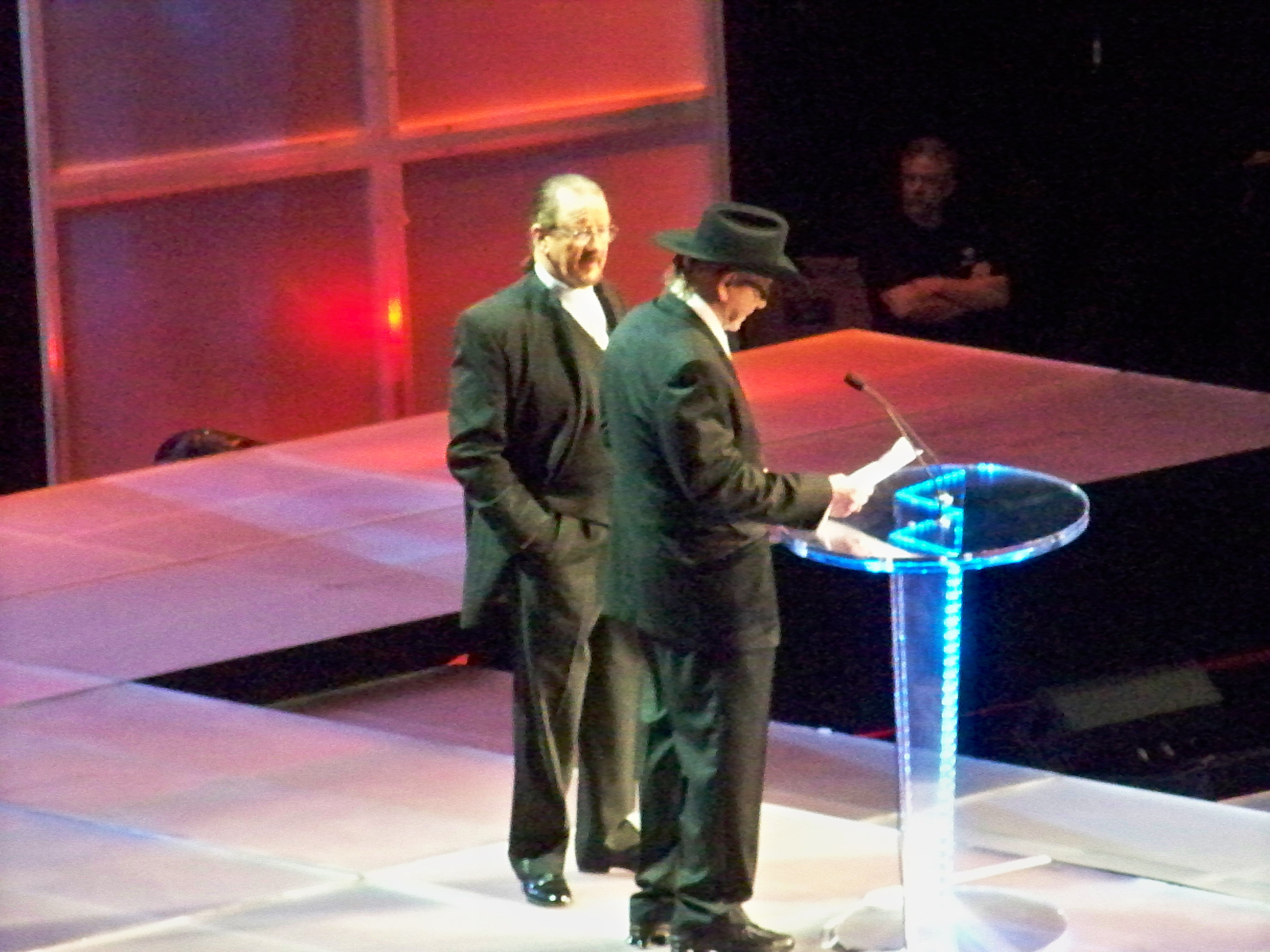
Terry et Dory Funk, Jr. au WWE Hall of Fame en 2009.

Le 4 avril 2009, il devient, avec son frère Dory Funk, Jr., membre du WWE Hall of Fame de la WWE en étant introduit par Dusty Rhodes à la cérémonie de WrestleMania XXV. Puis il crée des mini-fédérations de catch et y fait participer des catcheurs indépendants, des nouveaux talents ou des anciens de la WWE comme Big Daddy V, Chuck Palumbo, MVP, Brian Kendrick, etc.

#### House of Harcore(2015)
En 2015, il lutte dans la ligue House of Hardcore de Tommy Dreamer.

#### Apparition à laWorld Wrestling Entertainment(2016)
En 2016, lors d'un épisode de WWE RAW du mois de Mars, il apparaît en tant que Terry Funk en coulisses pour donner  sa tronçonneuse à Dean Ambrose en vue du match de ce dernier contre Brock Lesnar à WrestleMania 32.

### Mort
Le 23 août 2023, la WWE annonce le décès de Terry Funk sans citer de cause. Les hommages de ses contemporains et collègues l'honorent comme « le meilleur catcheur de tous les temps » et « l'un des plus grands travailleurs ».

## Palmarès
- All Japan Pro Wrestling

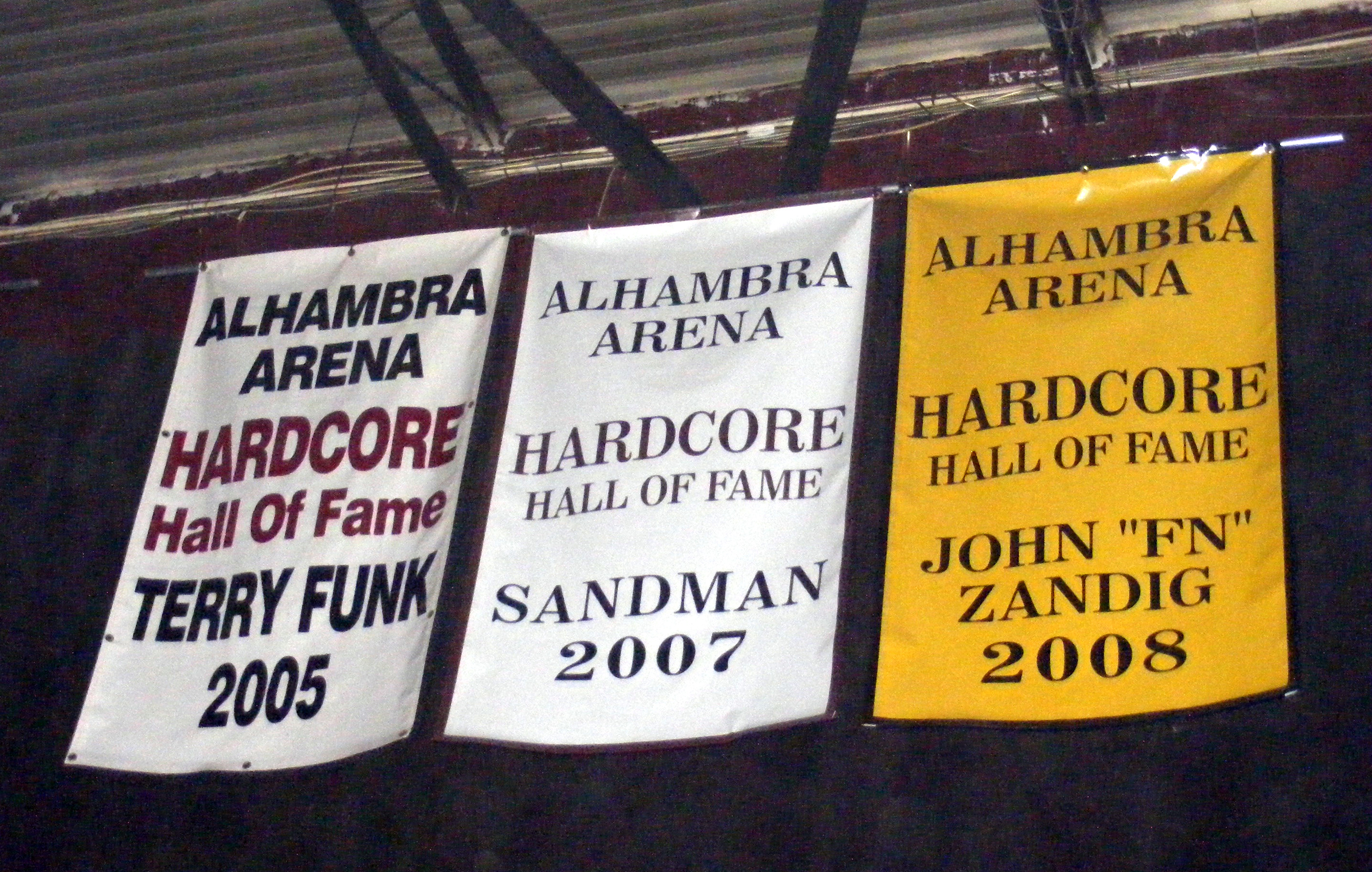
Bannières en l'honneur de Terry Funk, The Sandman et John Zandig au Hardcore Hall of Fame de la 2300 Arena.

  - NWA International Tag Team Championship (3 fois) avec Dory Funk, Jr.
  - Vainqueur de la World's Strongest Tag Team League en 1977 avec Dory Funk, Jr.
  - Vainqueur de la World's Strongest Tag Team League en 1979 avec Dory Funk, Jr.
  - Vainqueur de la World's Strongest Tag Team League en 1982 avec Dory Funk, Jr.

- Championship Wrestling from Florida
  - NWA Florida Heavyweight Championship (1 fois)
  - NWA Florida Southern Heavyweight Championship (2 fois)
  - NWA Florida Tag Team Championship (1 fois) avec Dory Funk, Jr.
  - NWA Florida Television Championship (1 fois)
  - NWA North American Tag Team Championship (Florida version) (1 fois) avec Dory Funk, Jr.
  - NWA World Heavyweight Championship (1 fois)

- Extreme Championship Wrestling
  - ECW World Television Championship (1 fois)
  - ECW World Heavyweight Championship (1 fois)

- Georgia Championship Wrestling
  - NWA Georgia Tag Team Championship (1 fois) avec Dory Funk, Jr.
  - NWA Georgia Television Championship (1 fois)

- International Wrestling Association of Japan
  - IWA World Heavyweight Championship (2 fois)

- Mid Atlantic Champinship Wrestling
  - NWA United States Heavyweight Championship (Mid-Atlantic version) (1 fois)
  - Membre du WCW Hall of Fame (1995)
  - WCW Hardcore Championship (3 fois)
  - WCW United States Heavyweight Championship (1 fois)

- NWA Hollywood Wrestling
  - NWA Americas Heavyweight Championship (1 fois)
  - NWA World Tag Team Championship (Los Angeles Version) (1 fois) avec Dory Funk, Jr.

- NWA Western States Sports
  - NWA Western States Heavyweight Championship (5 fois)
  - NWA Western States Tag Team Championship (2 fois) avec Ricky Romero
  - NWA World Tag Team Championship (Texas version) (2 fois) avec Dory Funk, Jr

- Pro-Pain Pro Wrestling
  - 3PW Heavyweight Championship (1 fois)

- Southwest Championship Wrestling
  - SWCW Southwest Heavyweight Championship (1 fois)
  - SWCW World Tag Team Championship (1 fois) avec Dory Funk, Jr.

- St. Louis Wrestling Club
  - NWA Missouri Heavyweight Championship (1 fois)

- United States Wrestling Association
  - USWA Unified World Heavyweight Championship (1 fois)

- World Championship Wrestling
  - Membre du WCW Hall of Fame (1995)
  - WCW Hardcore Championship (3 fois)
  - WCW United States Heavyweight Championship (1 fois)

- World Wrestling Federation/World Wrestling Entertainment
  - WWF World Tag Team Championship (1 fois) avec Cactus Jack
  - Membre du WWE Hall of Fame (2009)

- Professional Wrestling Hall of Fame
  - Promotion de 2004

- Pro Wrestling Illustrated
  - Trophée Catcheur de l'année en 1976[9]
  - Trophée Rivalité de l'année vs. Ric Flair en 1989[10]
  - Trophée Catcheur le plus inspiré de l'année en 1997[11]
  - PWI l'a classé numéro 22 des 500 meilleurs catcheurs en 1991 et dans le « PWI Years » de 2003[12]
  - PWI l'a classé numéro 9 des 100 meilleures équipes du PWI Years, avec Dory Funk, Jr. en 2003[13]

- Wrestling Observer Newsletter
  - Membre du Wrestling Observer Hall of Fame (1996)

## Publication
- Autobiographie : Terry Funk: More Than Just Hardcore, 2005

## Filmographie

### Cinéma
- 1979 : La Taverne de l'enfer de Sylvester Stallone : Frankie the Thumper
- 1987 : Over the Top : Le Bras de fer de Menahem Golan : Ruker
- 1989 : Road House de Rowdy Herrington : Morgan
- 1999 : Au-delà du ring de Barry W. Blaustein : lui-même
- 2006 : The Ringer de Barry W. Blaustein : Francky